# Sotuma Sere
Sotuma Sere ist eine Ortschaft im westafrikanischen Staat Gambia.
Nach einer Berechnung für das Jahr 2013 leben dort etwa 1094 Einwohner, das Ergebnis der letzten veröffentlichten Volkszählung von 1993 betrug 855. Der Name des Ortes deutet darauf hin, dass die Gründer des Ortes aus dem Volk der Serahuli stammen.

## Geographie
Sotuma Sere liegt am südlichen Ufer des Gambia-Fluss in der Upper River Region (URR), Distrikt Fulladu West. Dieser liegt an der South Bank Road ungefähr 12 Kilometer östlich von Basse Santa Su, dem Sitz der Verwaltungseinheit URR, entfernt. In westlicher Richtung liegt Bakadaji rund neun Kilometer auf dieser Straße entfernt.
Rund ein Kilometer östlich von Sotuma Sere liegt die Sotuma Bridge.

## Söhne und Töchter des Ortes
- Papa Susso (* 1947), Musiker